# All Sounds of Final Fantasy I and II
All Sounds of Final Fantasy I and II est un album des musiques originales de Final Fantasy et Final Fantasy II (développé et édité par Square pour Famicom).

## Fiche technique
- Label : Datam Polystar
- Catalogue No. : H25X-20015 (CD), X22X-1014 (Tape), PSCR-5251 (CD Réédition)
- Date de sortie : 21 décembre 1988, 25 mars 1994
- Original Composition : Nobuo Uematsu
- Arrangement : Michiaki Kato (1 & 49)
- Sound Programming : Minoru Akao

## Liste des musiques
| No  | Titre                                  | Durée |
| --- | -------------------------------------- | ----- |
| 1.  | Welcome to Final Fantasy World         |       |
| 2.  | Prelude                                |       |
| 3.  | Opening Theme                          |       |
| 4.  | Cornelia Castle                        |       |
| 5.  | Main Theme (FF1)                       |       |
| 6.  | Garland's Temple                       |       |
| 7.  | Matoya's Cavern                        |       |
| 8.  | City Theme                             |       |
| 9.  | Shop Theme                             |       |
| 10. | Sailing Shop                           |       |
| 11. | Underwater Palace                      |       |
| 12. | Dungeon                                |       |
| 13. | Menu Screen                            |       |
| 14. | Airship                                |       |
| 15. | Gurgu Volcano                          |       |
| 16. | The Floating Castle                    |       |
| 17. | Battle Scene                           |       |
| 18. | Victory!                               |       |
| 19. | Ending Theme                           |       |
| 20. | Dead Music                             |       |
| 21. | Save Music                             |       |
| 22. | Prelude                                |       |
| 23. | Battle 1                               |       |
| 24. | Revivification                         |       |
| 25. | We Meet Again                          |       |
| 26. | The Rebel Army                         |       |
| 27. | Town Theme                             |       |
| 28. | Main Theme (FF2)                       |       |
| 29. | Castle Dandemonium                     |       |
| 30. | The Empire's Army                      |       |
| 31. | Chocobo!                               |       |
| 32. | Magician's Tower                       |       |
| 33. | Flee!                                  |       |
| 34. | The Old Castle                         |       |
| 35. | Dungeon                                |       |
| 36. | The Revived Emperor                    |       |
| 37. | Battle 2                               |       |
| 38. | Victory Fanfare                        |       |
| 39. | Finale                                 |       |
| 40. | Waltz                                  |       |
| 41. | The Queen's Temptation                 |       |
| 42. | Dead Music                             |       |
| 43. | Fanfare                                |       |
| 44. | Welcome to Our Group                   |       |
| 45. | Shop (Unreleased)                      |       |
| 46. | The Airship (Unreleased)               |       |
| 47. | Battle 3 (Unreleased)                  |       |
| 48. | Dungeon ~ The Magic House (Unreleased) |       |
| 49. | Farewell! Final Fantasy World          |       |